# Karl Darlow
Karl Darlow (Northampton, Inglaterra, Reino Unido, 8 de octubre de 1990) es un futbolista profesional inglés que juega como portero en el Leeds United F. C. de la Premier League.

## Carrera

### Nottingham Forest
A sus 16 años, tras quedar libre del Aston Villa, fichó para la academia del Nottingham Forest F. C. Después de fantásticas actuaciones en la reserva, se ganó un lugar en el banco del primer equipo, donde permaneció el resto de la temporada 2010-2011. Debutó contra el Crystal Palace, en el último partido del 2010-11 de la temporada, sustituyendo a Lee Camp.  Los "The Reds" ganaron el partido 3-0, lo que les llevó a puestos de play-off.

#### Cesión al Newport County
En marzo de 2012, Darlow se unió al Newport County de la Conference National, cedido por el resto de la temporada.

#### Cesiones al Walsall
El 21 de septiembre de 2012, Darlow fue cedido al Walsall. Durante la cesión, firmó un contrato de tres años con el Nottingham Forest permaneciendo allí hasta 2015. El 22 de octubre, la cesión al Walsall se extendió hasta el 22 de diciembre de 2012. Sin embargo, el Nottingham lo reclamó días después debido a la lesión de su portero Dimitar Evtimov.
Continuó la cesión al Walsall el 1 de enero de 2013 para el resto de la temporada.

#### Regreso a Nottingham Forest
El 10 de enero, tras la salida de Lee Camp del club, fue solicitado el reingreso de Darlow a la institución. El 12 de enero de 2013 hizo su debut en liga en la victoria 2-1 sobre Peterborough, terminando con 20 partidos la temporada 2012-13.

### Newcastle United
En agosto de 2014, Darlow firmó un contrato de larga duración con el Newcastle United por una cantidad de traspaso no desvelada. Como parte del contrato, él y su compañero Jamaal Lascelles fueron cedidos de nuevo al Nottingham Forest la temporada 2014-15.
El 25 de agosto de 2015, debutó en el Newcastle contra el Northampton Town donde el venció 4-1.
El 30 de abril de 2016, Darlow paró un penalti a Yohan Cabaye, en la victoria 1-0 contra el Crystal Palace.
Para la temporada 2016-17, empezó como suplente de Matz Sels. Éste jugó los dos primeros partidos de la Copa de la Liga contra el Cheltenham Town y el Wolverhampton, manteniendo en ambos partidos la puerta a 0.  
El 28 de septiembre, juega su primer partido de Liga de la temporada contra el Norwich City F.C. en la victoria por 4-3. 

## Estadísticas

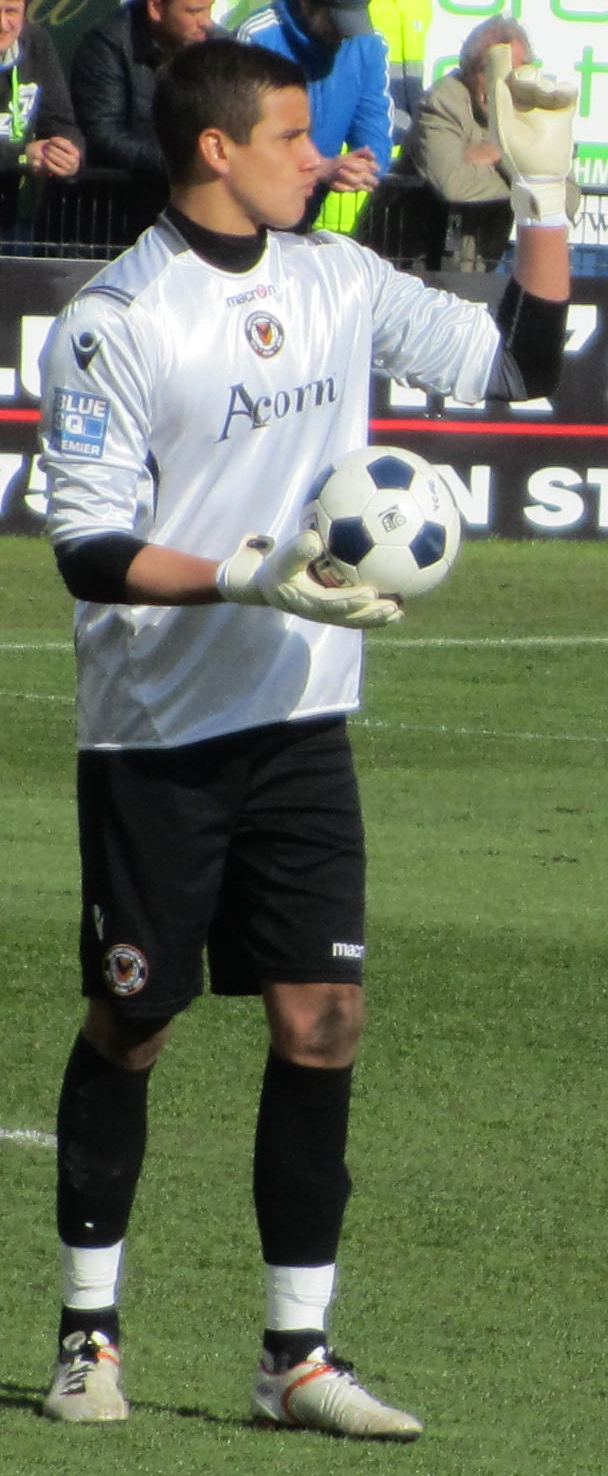
Darlow jugando en Newport County en 2012

| Club                    | Temporada               | Liga                    | Liga     | Liga  | FA Cup   | FA Cup | League Cup | League Cup | Otros    | Otros | Total    | Total | Total |
| Club                    | Temporada               | División                | Partidos | Goles | Partidos | Goles  | Partidos   | Goles      | Partidos | Goles | Partidos | Goles |       |
| ----------------------- | ----------------------- | ----------------------- | -------- | ----- | -------- | ------ | ---------- | ---------- | -------- | ----- | -------- | ----- | ----- |
| Nottingham Forest       | 2010-11                 | Championship            | 1        | 0     | 0        | 0      | 0          | 0          | 0        | 0     | 1        | 0     |       |
| Nottingham Forest       | 2012-13                 | Championship            | 20       | 0     | 0        | 0      | 1          | 0          | —        | —     | 21       | 0     |       |
| Nottingham Forest       | 2013-14                 | Championship            | 43       | 0     | 2        | 0      | 0          | 0          | —        | —     | 45       | 0     |       |
| Nottingham Forest       | 2014-15                 | Championship            | 42       | 0     | 0        | 0      | 2          | 0          | —        | —     | 44       | 0     |       |
| Nottingham Forest Total | Nottingham Forest Total | Nottingham Forest Total | 106      | 0     | 2        | 0      | 3          | 0          | 0        | 0     | 111      | 0     |       |
| Newport County (cedido) | 2011-12                 | Conference Premier      | 8        | 0     | —        | —      | —          | —          | 0        | 0     | 8        | 0     |       |
| Walsall (cedido)        | 2012-13                 | League One              | 9        | 0     | 0        | 0      | —          | —          | 0        | 0     | 10       | 0     |       |
| Walsall (cedido)        | Total                   | Total                   | 17       | 0     | 0        | 0      | 0          | 0          | 1        | 0     | 18       | 0     |       |
| Newcastle United        | 2015-16                 | Premier League          | 9        | 0     | 0        | 0      | 1          | 0          | —        | —     | 10       | 0     |       |
| Newcastle United        | 2016-17                 | Championship            | 34       | 0     | 0        | 0      | 2          | 0          | —        | —     | 36       | 0     |       |
| Carrera total           | Carrera total           | Carrera total           | 167      | 0     | 2        | 0      | 5          | 0          | 2        | 0     | 176      | 0     |       |

## Palmarés

### Títulos nacionales
| Título           | Club               | País       | Año  |
| ---------------- | ------------------ | ---------- | ---- |
| EFL Championship | Leeds United F. C. | Inglaterra | 2025 |